# Estación del Ferrocarril de Manizales
La Antigua Estación del Ferrocarril es una estación del antiguo sistema de transporte y carga del Ferrocarril de Caldas, ubicado en Manizales y que actualmente es propiedad de la Universidad Autónoma de Manizales, siendo sede de la misma.

## Historia
La construcción del Ferrocarril empezó en 1926, labor encomendada a Ullen Ance Company, con un presupuesto de 277 mil pesos colombianos, entregando la estación y las líneas férreas simultáneamente.
En el año 1959, el Gobierno Nacional dispuso la finalización de la operación del Ferrocarril de Caldas. Desde ese momento, el edificio permaneció en condiciones de abandono y ocupado por 26 familias damnificadas por causa de los deslizamientos que habían ocurrido en la ciudad. A estas familias se les consiguió una solución de vivienda propia, con la ayuda de la Luker, de la Alcaldía y del ICT, y el edificio en 1979, es adjudicado en comodato el uso de las instalaciones a la Universidad Autónoma de Manizales, por parte de la Alcaldía Municipal, de esta forma se realizó la mudanza desde las oficinas que disponía la universidad en el edificio Plaza de la Plaza Bolívar, a las nuevas instalaciones que aún se encontraban en obra y estaban todavía ocupadas por los damnificados.
La Universidad gestionó con el Banco Central Hipotecario (BCH) y con el Banco de la República la remodelación y restauración del edificio, finalmente fue declarado Monumento Nacional de Colombia en el año de 1984.

## Características
Esta edificación mide 91,45 m de largo por 10,25 m de ancho; ha sido desarrollada en dos pisos, con una torre central, rematada en una cúpula en lámina de bronce, en donde se ubica un reloj que aún está en funcionamiento, y coronada por una linterna de dos metros y medio de diámetro.

## Galería

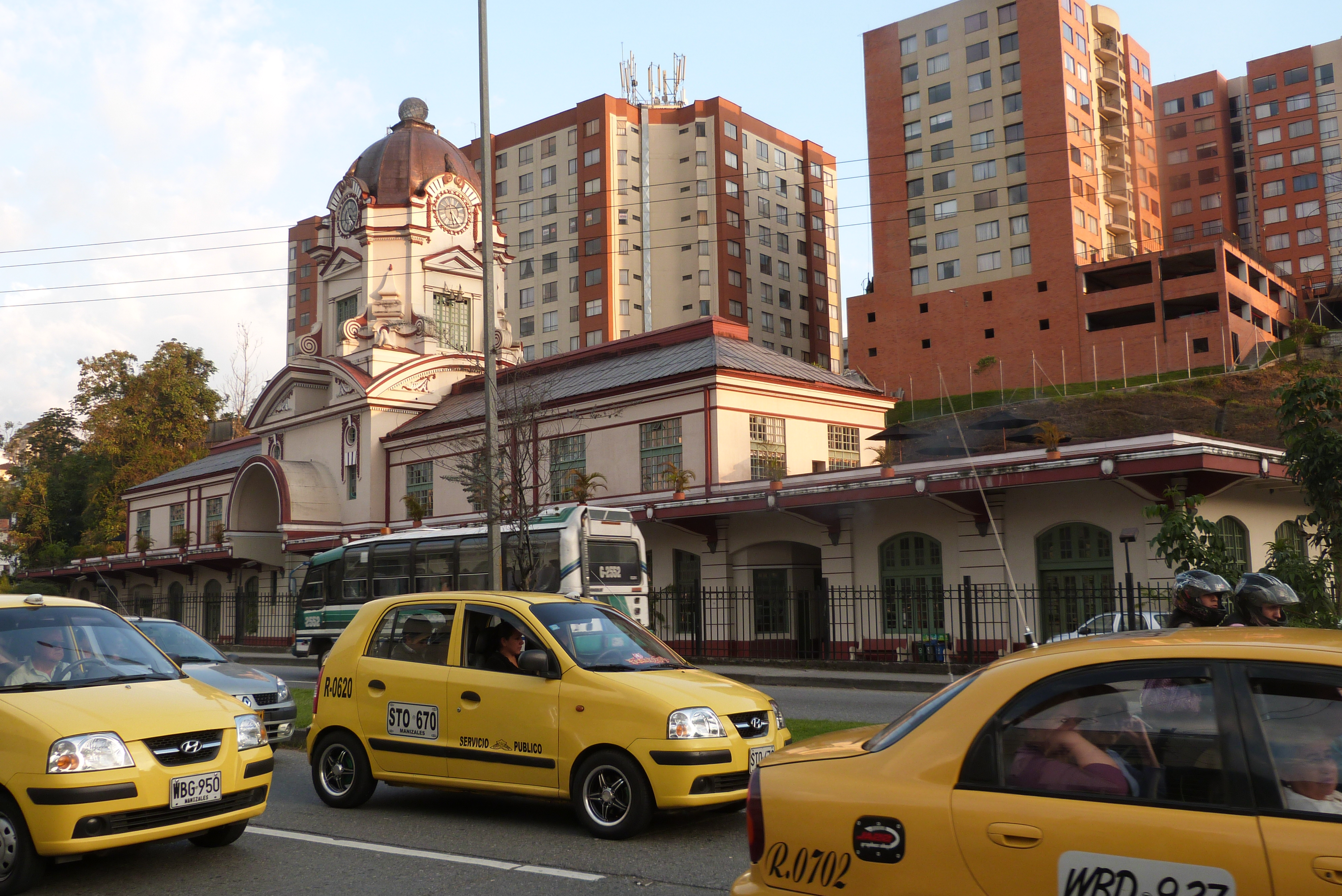
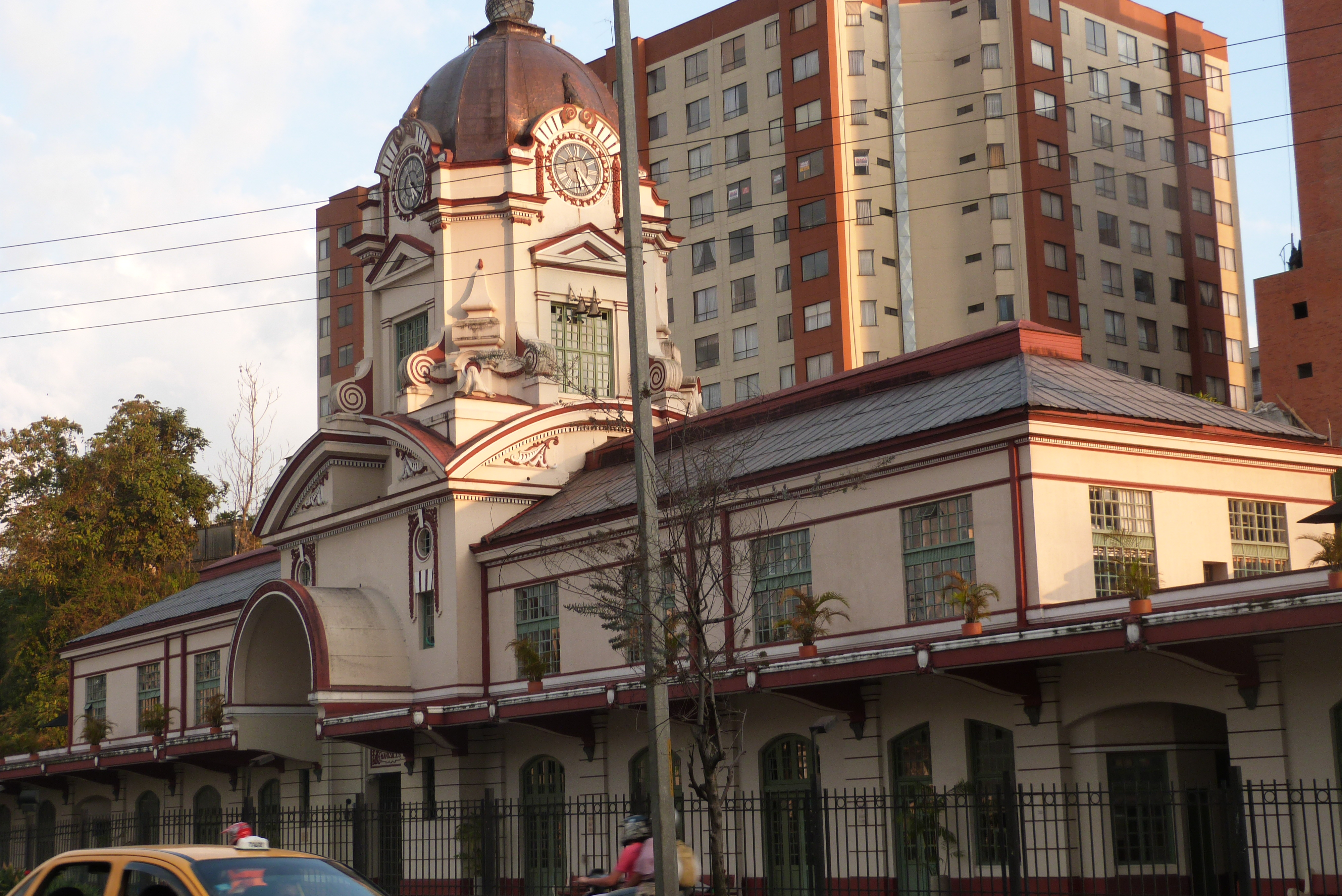
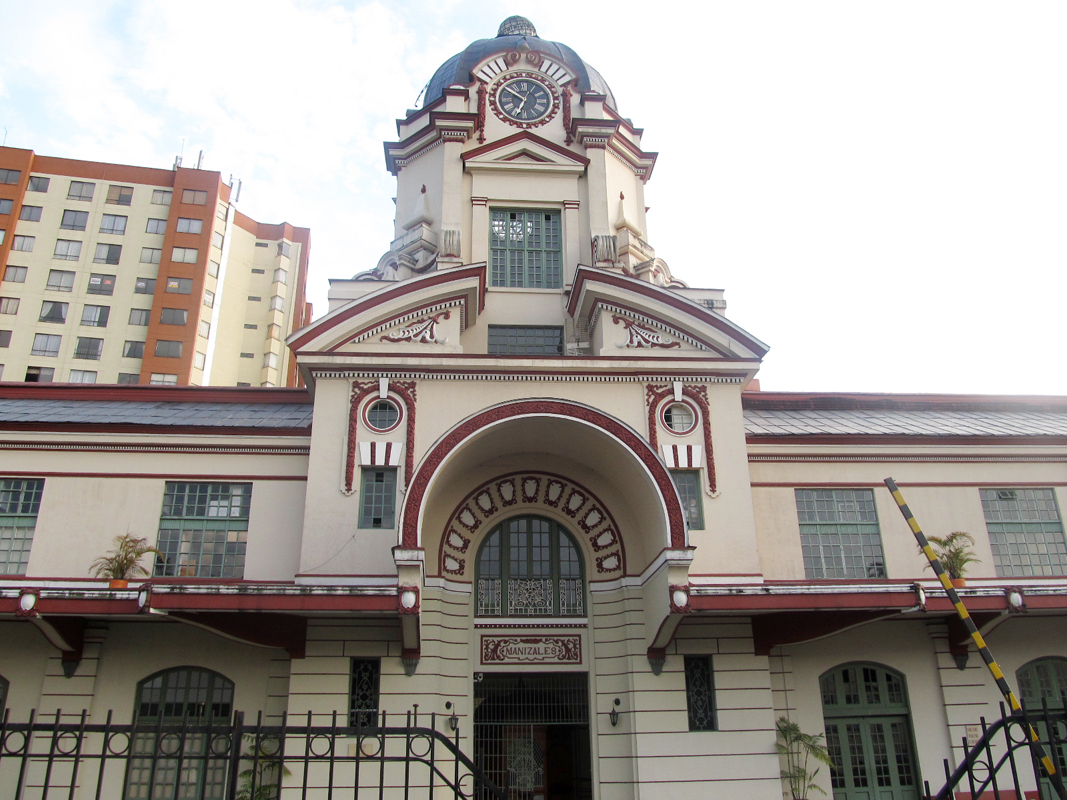
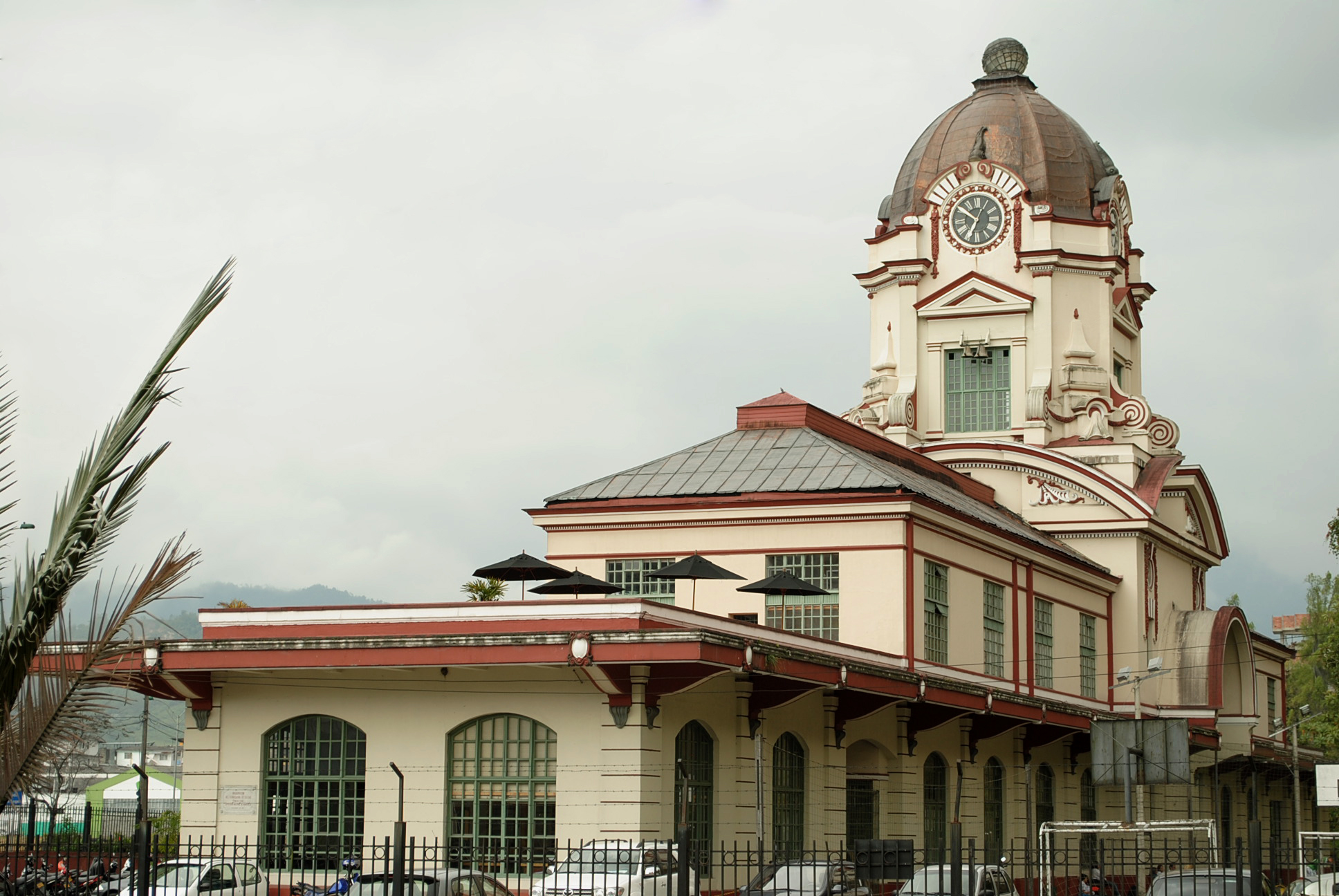
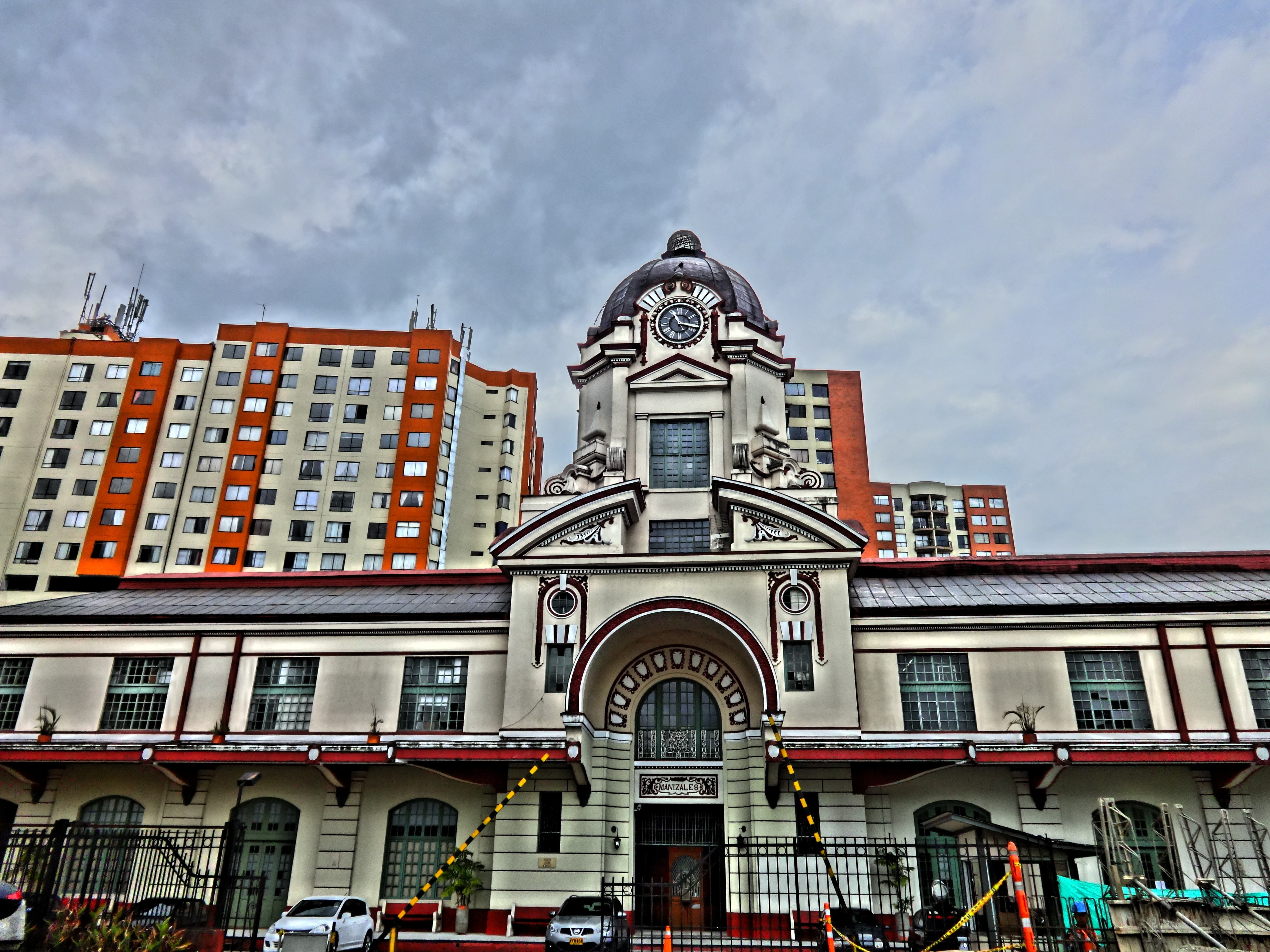
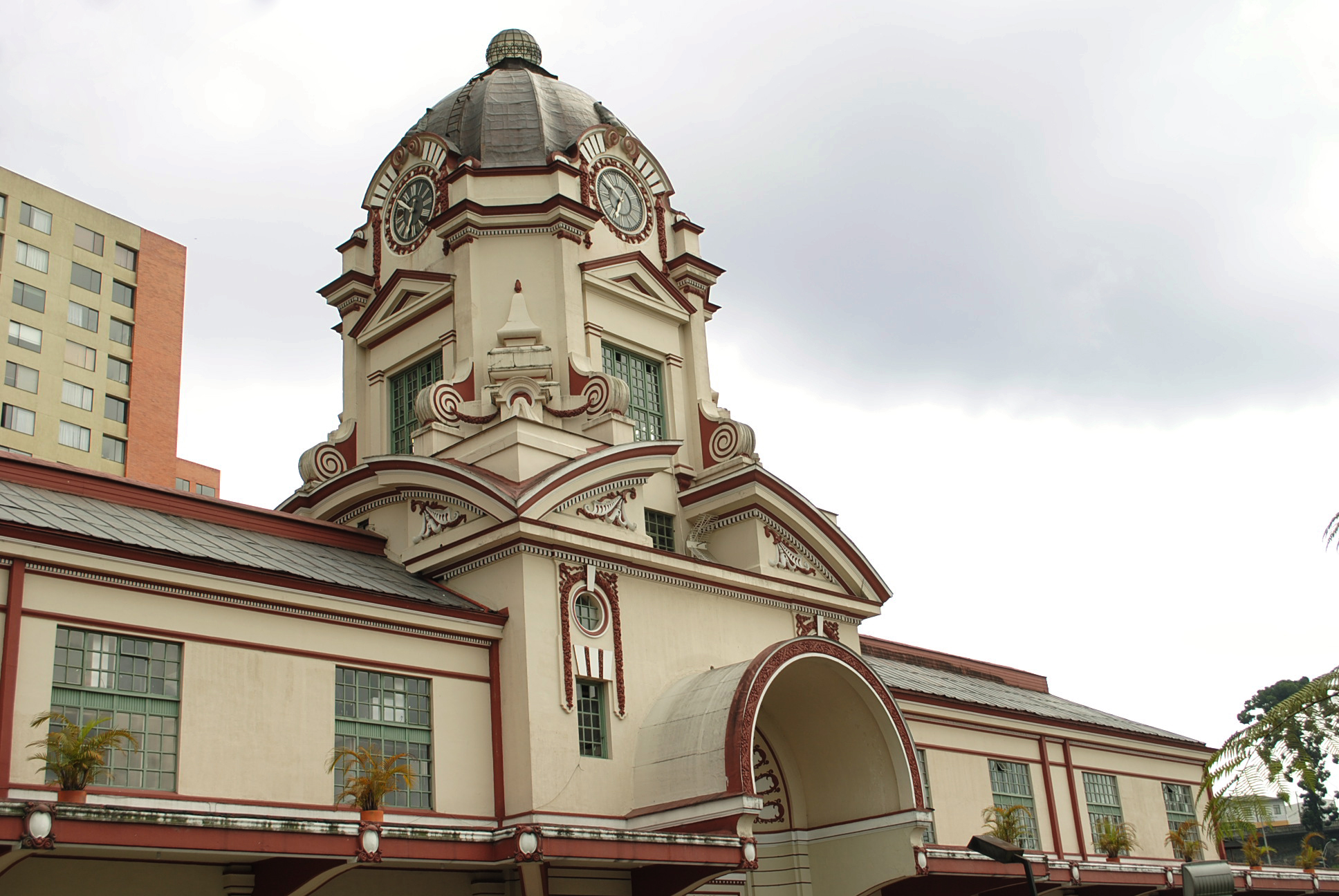
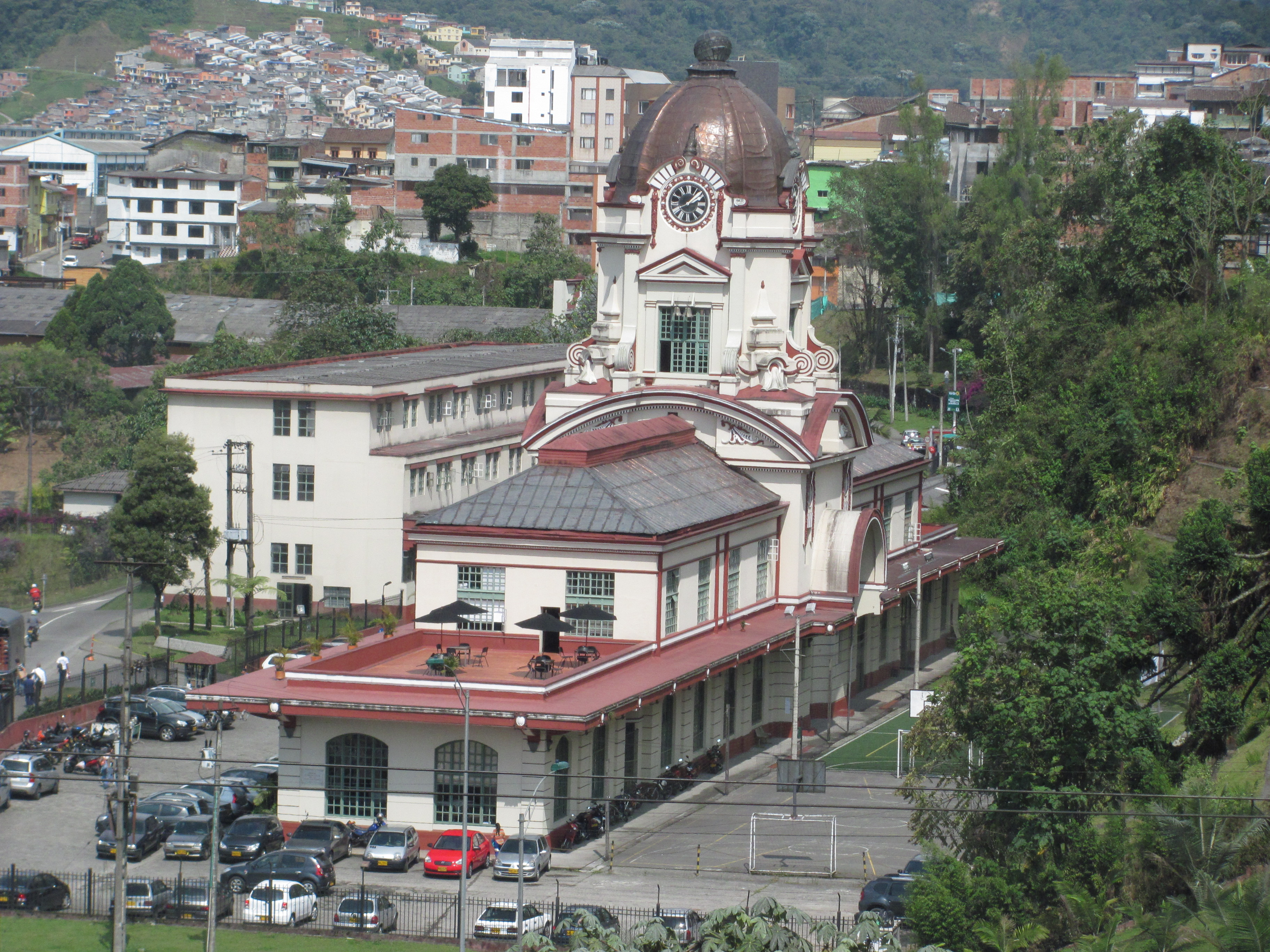